# 柳心介冑流
柳心介冑流（りゅうしんかっちゅうりゅう）とは、躰術（柔術）の流派の一つ。江戸時代には仙台藩で学ばれていたが、明治時代以降は北海道伊達市で伝承されている。
1984年に北海道伊達市無形民俗文化財の指定を受けている。

## 歴史
天神真楊流柔術の開祖の磯又右衛門柳関斎源正足を流祖とし、同流を学んだ富山登が、故郷の仙台藩亘理（現、宮城県亘理町）に帰郷後、仙台を訪れた小野派一刀流師範、一丸竜之助に伝授されたことがきっかけで柳心介冑流躰術が開流された。
一丸家の小野派一刀流から天辰一刀流（流祖は鈴木直之進）が出ている。四代目の一丸兼三郎は、鈴木直之進から天辰一刀流を学び免許を得た。なお、一丸水之助と同流三代目の一丸竜之助は親族である可能性が高いが両者の関係は明らかにされていない。
明治4年（1871年）に五代目の小熊良語が北海道の開拓団として伊達邦成とともに同地の開拓に赴き、北海道胆振支庁伊達市に伝承した。伊達市で柔術師範として稽古場を開いてから昭和初期の間に400名以上の門弟を育てた。
道場開設の際に伊達邦成から祝詞を賜った。
第二次世界大戦の影響で戦後、40年ほど活動を休止していたが、昭和55年（1980年）に第八代小熊良雄と高弟有志により柳心介冑流保存会を結成し活動を再開した。
昭和59年（1984年）3月10日、伊達市の無形民俗文化財に指定された。
楊心流系であることから、流名に柳（楊）字を含んでいるとされる。
柳心介冑流保存会は北海道伊達市の伊達市武道館(毎週木曜日　午後7時〜9時の第2格技場)で活動していたが、高齢化・後継者不足により2019年より休止中。

## 内容
技法は、初伝、中伝、奥伝の合わせて三十八箇条に分かれている。技法数は右左ある技を合わせて67本である。
奥伝まで至ったものには整骨の秘術が伝えられる。技法は天神真楊流から変容し独自の内容となっている。
投げ技、間節技、蹴りを含む当身技の組み合わせから成り、敵から攻撃を受けたときに対し身を守る護身術が多い。
初伝　　八箇条　14本　（座技）
片手捕、諸手捕、小手返、腕緘、小手落、扱捕、友引、鐺返
中伝　十二箇条　18本　（立技）
朽木倒、水月、捨身、小手返、身合捕、後捕、後下捕、小具足、柄止、右落、左落、鍵落
奥伝　十八箇条　35本　（立技、居技）
腹落、足投、横車、帰投、岩崖落、襟投、絹擔、車落、突込、胸突、背負投、首止、投捨、打止、添手、小手廻、突崩、腕挫

## 系譜
- 遠祖　　磯又右衛門柳関斎源正足
- 二代目　富山 登
- 三代目　一丸竜之助
- 四代目　一丸兼三郎
- 五代目　小熊良語
- 六代目　小熊謙治
- 七代目　小熊良一
- 八代目　小熊良雄
- 九代目　小熊義顯
- 十代目　小熊伸仁